# Abbéville-lès-Conflans
Abbéville-lès-Conflans é uma comuna francesa na região administrativa do Grande Leste, no departamento de Meurthe-et-Moselle. Estende-se por uma área de 7.73 km², e possui 229 habitantes, segundo o censo de 2018, com uma densidade de 30 hab/km².